# Sursumura angulata
Sursumura angulata är en kräftdjursart som beskrevs av Malyutina och Brandt 2004B. Sursumura angulata ingår i släktet Sursumura och familjen Munnopsidae. Inga underarter finns listade i Catalogue of Life.